# Rygning i Kina
Rygning er et stort sundhedsproblem i nutidens Kina (Folkerepublikken Kina). Det er blevet forsøgt mindsket af Kinas regering siden 80’erne, omtrent samtidigt med vestlige lande, men med ringere effekt.
Cigaretrygning blev med industrialiseringen som katalysator er et verdensomspændende sundhedsskadeligt massefænomen. Men selvom rygning på verdensplan er faldende, er billedet isoleret set anderledes i udviklingslande, hvor rygning er et voksende problem. Her spiller Kina en vigtig rolle, hvor landets tobaksindustri er monopoliseret under China National Tobacco Corporation, som udgør 44% af det globale marked. Det estimeres, at indtægterne fra tobaksindustrien udgør ca. 10% af de offentlige indtægter i Kina, og er dermed en grundsøjle i den kinesiske økonomi.

## Tobakkens historie i Kina
Siden Christoffer Columbus bragte tobaksplanten til Europa i 1492, fandt den hurtigt sin vej til det Kinesiske Kejserrige, hvor den ligeledes hurtigt blev indlemmet i landets kultur. Piberygning blev først udbredt blandt overklassen. Da traditionen for gæstfrihed påbød værter at byde sine gæster på the, vin og andre eksklusive goder, var pibetobak en naturlig tilføjelse4. Overklassen søgte hele tiden mod mere eksklusive former for tobaksindtagelse, såsom, vandpiber, snuff, cigarer og til sidst cigaretter.  
I 1930’erne udgjorde cigaretter 15% af det nationale tobaksmarked, mens andelen steg til 95% i 2010. Udviklingen i den første halvdel af det 20. århundrede skyldes især opfindelsen af Bonsack-maskinen, samt British American Tobacco Company’s (BAT) strategiske salgsindsatser.  

## Den kinesiske tobaksindustri
1. oktober 1949 blev Folkerepublikken Kina udråbt af Kinas Kommunistiske Parti. Partiet har siden dannet landets et-partiregering og regeret landet i et autoritært styre. Landets første leder, Mao Zedong (1893-1979) reformerede landet til et kommunistisk system. Kinas økonomi er efter reformeringen mod et statskapitalistisk system under Deng Xiaopings (1904-1997) regeringstid (1978-1997), langt mere liberaliseret, men ledelsesstilen under den nuværende leder Xi Jinping er stadigvæk autoritær og per ideologi socialistisk. Det autoritære statskapitalistiske system kan paralleliseres med systemerne i vestlige lande under merkantilismen, og kendetegnes ved stort et industrielt statsejerskab, men bærer også ofte præg af monopolisering, protektionisme, interventionisme og planøkonomiske tanker.
Kinas nuværende system har skabt økonomisk velstand i landet, men har også en bagside. Landet største problemer indebærer b.la. høj ulighed, stor forskel på by og land, og korruption.  Særligt korruption er et omfattende problem, da det givet landet samfundsstruktur er svært at håndtere.
BAT var indtil 1941 markedsleder på kinesiske cigaretmarked, men de afstod i 1953 deres resterende aktiver i landet til den nyopståede republik. Som følge af den maoistiske politik blev industrien nationaliseret og monopoliseret, og blev anvendt som redskab til at skabe arbejdspladser blandt underklassen, og for at øge produktionen. hvilket udbredte rygning i 60’erne og 70’erne.  
Industrien forblev underlagt monopolisering efter reformeringen under Deng Xiaoping, hvor oprettelsen af State Tobacco Monopoly Administration (STMA) og China National Tobacco Corporation (CNTC) i 1983, skulle sikre henholdsvis reguleringen og driften af tobaksindustrien. I realiteten er de to enheder de facto den samme organisation, men omtales formelt CNTC eller China Tobacco. Enheden varetager produktion, salg, samt regulering af cigaretter, og opererer udelukkende igennem et netværk af datterselskaber.  
CNTC har siden 1990’erne fokuseret på at etablere internationale salgs- og produktionsaktiviteter, og havde i 2020 42 udenlandske filialer, hvoraf koncentrationen er i udviklingslande i Asien, Afrika, Sydamerika og Østeuropa. One Belt, One Road (OBOR), er Kinas udenrigspolitiske plan, som skal sikre fremtidige relationer med udviklingslande, ved hjælp af finansielle og infrastrukturelle investeringer. I 2017 blev CNTC inkorporeret i OBOR og blev dermed også et strategisk redskab for Kinas økonomiske diplomati.

## Nyere tobakslovgivning i Kina
Allerede fra 80’erne begyndte Kinas regering at indføre love til forebyggelse af rygning, såsom kriminalisering af teenagerygning, offentligt rygning m.m. (Ikke alle af disse eksempler gjaldt på landsplan, men på et provinsielt eller præfekturalt niveau). Dette havde dog en skuffende effekt, men efter år med stilstand indenfor området, skrev Kina under på WHO’s tobakskontrolkonvention (Framework Convention on Tobacco Control) i 2003, som blev ratificeret i 2005, og dermed markerede en ny periode i Kinas tobakskultur. Der er sidenhen blevet indført forbud mod annoncering for tobaksprodukter og forhøjelse af momsen på cigaretter, som før er blevet anbefalet af eksperter i dialog med regeringen, men først nu er blevet implementeret. Der sker altså en udvikling mod forebyggelse af rygning på det politiske plan.  
På det markedsøkonomiske plan er udviklingen dog en anden. Da momsen på cigaretter blev hævet i 2009, valgte CNTC at sænke prisen tilsvarende, dvs. betale prisstigningen selv. Idet det offentlige er afhængige af indtægterne fra tobaksindustrien, var dette tiltag finansieret ved at medregne de formindskede sundhedsomkostninger, der vil forekomme ved nedsættelsen af rygeraten. Men når CNTC æder momsstigningen selv, og cigaretprisen forbliver uændret, har det ikke den ønskede effekt på rygeraten. Derudover er CNTC også er blevet kritiseret for at anvende kontroversielle markedsføringsmetoder.

## Inefficient tobakskontrol
Udviklingen af rygning i Kina på trods af tiltag tyder på, at der hersker ineffektive dynamikker i deres tobakskontrol. Det kan bemærkes at der forefinder flere modsatrettede motiver, og regressive faktorer i det i kinesiske samfund, som bevirket at forsøget på tobakskontrol har virket mindre effektivt end ønskeligt. Her kan bl.a. nævnes:
| Faktor                               | Regressiv elle progressiv |
| ------------------------------------ | ------------------------- |
| Sundhedsmæssige interesser           | Progressiv                |
| Diplomati overfor WHO                | Progressiv                |
| CNTC's økonomiske interesser         | Regressiv                 |
| One Belt, One Road                   | Regressiv                 |
| Skatteindtægter fra tobaksindustrien | Regressiv                 |
| Borgernes forbrugsmønstre            | Regressiv                 |
| Korruption                           | Regressiv                 |

Med regressiv menes der, at det er en faktor, der modvirker tobakskontrollen og fremmer tobaksrygning, med progressiv menes der, at det er en faktor, der fremmer tobakskontrollen og modvirker tobaksrygning.